# Chảy máu chất xám

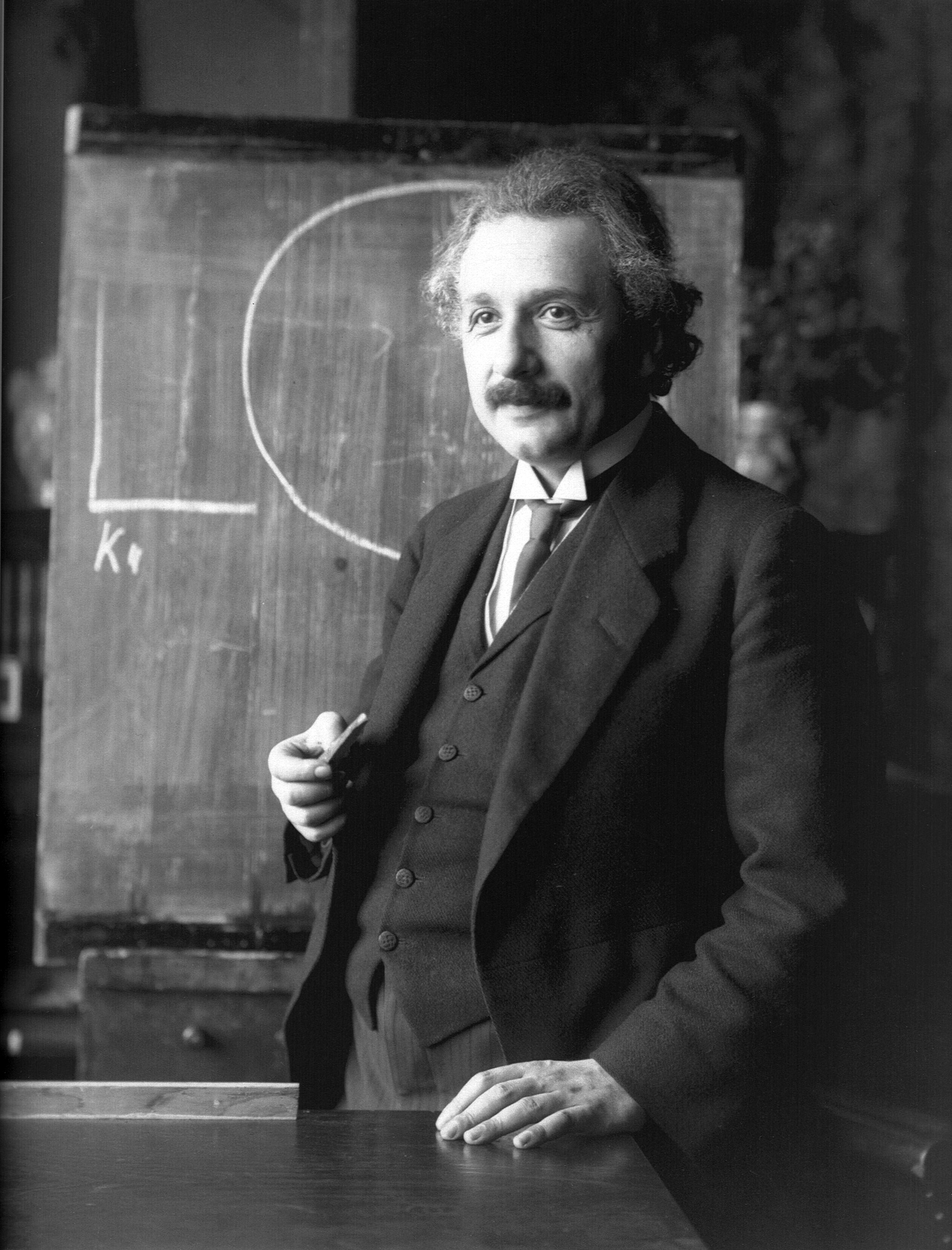
Nhà vật lý học Albert Einstein, người đã di cư đến Hoa Kỳ để tránh bị rơi vào tay phát xít Đức, là một ví dụ cho chảy máu chất xám do thay đổi về chính trị.

Chảy máu chất xám (tiếng Anh: human capital flight hoặc brain drain) là sự di cư quy mô lớn của nguồn nhân lực có kiến thức và kĩ thuật từ nước nhà qua những nước khác. Mặc dù thuật ngữ ban đầu dùng để chỉ những công nhân kĩ thuật đi qua những nước khác, ý nghĩa của nó đã mở rộng thành: "sự ra đi của những người có kiến thức hoặc có chuyên môn từ một quốc gia, khu vực kinh tế, hoặc các lĩnh vực khác, vì điều kiện sống hoặc tiền lương tốt hơn".
Chảy máu chất xám là một hiện tượng mang tính toàn cầu, tuy xảy ra số lượng lớn ở những nước đang phát triển nhưng tại những nước phát triển cũng diễn ra hiện tượng này, gây thiệt hại đến quá trình phát triển kinh tế. Chính quyền các nước đã đề ra những chính sách nhằm kìm hãm hiện tượng này và thu hút chất xám quay về bằng nhiều biện pháp.

## Nguyên nhân
Các nguyên nhân chính của lực hút chất xám ở các nước có điều kiện là:
1. Lương cao, mức sống cao
2. Nền khoa học - công nghệ cao
3. Môi trường học tập và làm việc tốt
4. Cơ chế tuyển dụng công bằng
5. Có chính sách ưu đãi đối với người tài.[2]

Hiện tượng chảy máu chất xám diễn ra chủ yếu ở các nước đang phát triển còn do tác động của nhu cầu thị trường lao động thế giới: dư thừa lao động phổ thông nhưng khan hiếm nhân lực lao động trí thức cấp cao. Tình trạng này dẫn đến các chính sách cạnh tranh thu hút nhân tài chủ yếu ở châu Âu và Mỹ, bao gồm: sửa đổi luật di dân, cấp visa việc làm, đề mức lương cao, đầu tư các chế độ đãi ngộ, xây dựng các quỹ nghiên cứu hoặc quỹ học bổng...
Một số nguyên nhân tạo lực đẩy chất xám là tình trạng lương thấp, thiết bị lỗi thời, tương lai không sáng sủa, ít lựa chọn cho các nhà khoa học nếu làm việc ở các nước sở tại, chế độ đãi ngộ kém, môi trường nghiên cứu khoa học không phù hợp, giá trị lao động thực sự chưa được đề cao. Riêng tại châu Phi còn do các yếu tố nghèo đói, chính trị bất ổn định (chiến tranh, đại loạn) và nguồn ngân sách đầu tư cho lĩnh vực khoa học kỹ thuật quá thấp (0,3 % GDP).
Một số khía cạnh cá nhân có thể kể đến như: sự tác động từ gia đình (ví dụ người thân ở nước ngoài) hoặc do sở thích cá nhân thích khám phá và muốn được cải thiện sự nghiệp...

## Hậu quả
Tình trạng chảy máu chất xám tại các quốc gia nghèo là một nguyên nhân quan trọng khiến khoảng cách giàu nghèo giữa các quốc gia ngày càng rõ rệt và gây ra những hậu quả khó lường cho các nước đang phát triển. Nguồn chất xám bị chảy máu khiến kinh phí đào tạo của quốc gia không ngừng thất thoát, đồng thời phải bỏ ra một nguồn kinh phí lớn để trả lương cho các chuyên gia nước ngoài mời về. Tại châu Phi, khoản phí này chiếm 1/3 nguồn viện trợ huy động được từ nước ngoài. Bên cạnh đó, nhiều công trình nghiên cứu khoa học không có nhân lực thực hiện, thành tựu khoa học kĩ thuật không được phổ biến và ứng dụng. Việc các nhà khoa học sang làm việc cho nước ngoài cũng tác động xấu đến người dân và các giới tri thức khác trong nước. Đây là một sự lãng phí lớn về tài sản quốc gia, làm chậm tốc độ phát triển nền kinh tế.

## Chính sách kìm hãm
Trung Quốc là nước có các biện pháp ứng phó với chảy máu chất xám. Theo đối sách "Brain Loss → Brain Gain", tức là chấp nhận chảy máu chất xám ban đầu thu lại chất xám về sau, chính phủ khuyến khích học sinh du học và làm việc ở nước ngoài, thậm chí nhập quốc tịch hay kết hôn với người nước ngoài. Sau đó, nhờ bản sắc văn hóa độc đáo và tinh thần dân tộc cao của người Hoa, kết hợp với đưa ra những chính sách ưu đãi đặc biệt, chính phủ đã vận động khá thành công lực lượng trí thức, doanh nhân mang tri thức khoa học, công nghệ cao và tư bản về nước. Ngoài một số chính sách như tập trung nâng cấp hệ thống giáo dục bậc đại học, trao giải thưởng nghiên cứu khoa học hàng năm cao, Trung Quốc cũng đã đề ra các quy định về sáu loại đối tượng không được phép ra làm việc ở nước ngoài nếu không được sự đồng ý của cơ quan có thẩm quyền, bao gồm: công chức nhà nước, chuyên gia kỹ thuật, các nhà quản lý nhân sự làm việc trong các dự án hoặc chương trình nghiên cứu lớn, những người tham gia chiến lược phát triển khu vực miền tây Trung Quốc, người làm trong các bộ phận cơ mật hoặc công tác liên quan tới pháp luật.
Châu Á và châu Phi cũng đang nỗ lực đưa ra những chính sách giảm tỉ lệ chảy máu chất xám.

## Xu hướng tích cực
Nền kinh tế toàn cầu đổi mới mạnh mẽ đang tạo ra "sự lưu thông chất xám" hay "chuỗi chất xám" thay cho "chảy máu chất xám", trong đó nhân tài trở về quê hương với vốn, kỹ năng và tri thức cùng với nhiều mối quan hệ với doanh nghiệp đa quốc gia cũng như hệ thống công nghệ, đóng vai trò không nhỏ trong sự phát triển của đất nước. Một số người có trình độ cao chọn ở lại nơi điều kiện vẫn đóng góp cho quốc gia dưới hình thức gửi kiều hối về nước và hỗ trợ xây dựng quan hệ doanh nhân. Việc chảy máu chất xám sẽ gia tăng sự cạnh tranh giữa các nước đang phát triển, các doanh nghiệp công ty trong nước lẫn các tập đoàn đa quốc gia, tạo thêm nhiều ý tưởng mới cho chính sách phát triển kinh tế trong nước lẫn quốc tế.

## Chảy máu chất xám theo khu vực

### Châu Á

#### Trung Quốc
Bản báo cáo chính trị và an ninh toàn cầu năm 2007 của Viện khoa học xã hội Trung Quốc cảnh báo rằng hiện tượng chảy máu chất xám ở đất nước này đang diễn ra nghiêm trọng nhất thế giới. Dù rằng GDP Trung Quốc tăng trưởng nhanh chóng và ngày càng cởi mở hơn với phần còn lại của thế giới, Trung Quốc đã trở thành quốc gia có số người ra nước ngoài lớn nhất thế giới vào năm 2007. Từ những năm 1980 đến khoảng 2007, 2/3 số lưu học sinh Trung Quốc học tập ở nước ngoài không quay về nước làm việc, 88% sinh viên du học tại Mỹ ở lại làm việc lâu dài ít nhất là 5 năm và cống hiến nhiều công trình nghiên cứu cho Mỹ, khiến Trung Quốc rơi vào cảnh thiếu nhân tài.
Một cây viết nổi tiếng trên internet gần đây đã gây xôn xao dư luận nước này khi khẳng định: "tất cả những người Trung Quốc kiếm được hơn 120.000 nhân dân tệ (17.650 USD) một năm đều muốn di cư". Cho dù quan điểm này là phóng đại thì cũng không thể phủ nhận rằng đang có sự bùng nổ một cuộc di cư của người Trung Quốc đến các quốc gia phương Tây, đặc biệt là Hoa Kỳ, Canada và Úc kể từ thập niên đầu tiên của thế kỷ 21. Theo các phương tiện truyền thông chính thức của Trung Quốc, 65.000 người Trung Quốc đã ổn định nhập cư hoặc được thường trú lâu dài tại Hoa Kỳ, 25.000 người tại Canada và 15.000 người tại Úc năm 2010.

#### Nhật Bản
Đợt chảy máu chất xám đầu tiên của Nhật diễn ra vào khoảng đầu thập niên 90, khi các công ty Hàn Quốc như Samsung và LG thu hút hàng loạt kỹ sư giỏi về lĩnh vực bán dẫn và điện lạnh, vươn lên thành những tập đoàn hùng mạnh thông qua con đường chuyển giao công nghệ. Trong khi đó, các hãng công nghệ lớn của Nhật liên tục gặp nhiều thất bại do sức cạnh tranh của các đối thủ này.
Từ năm 2007, Nhật Bản đối mặt với hiện tượng chảy máu chất xám khi nhiều nhà máy trong nước phải cắt giảm quy mô sản xuất một số mặt hàng (như khuôn đúc các linh kiện, thiết bị), khiến hàng ngàn kỹ sư sang tìm việc ở các nước lân cận như Đài Loan, Hàn Quốc và Trung Quốc. Bên cạnh việc kĩ sư Nhật có thể nhận được mức lương cao hơn trong nước khi làm việc tại các quốc gia mới nổi đang thiếu nguồn nhân lực chất xám, việc Nhật tăng tuổi lĩnh lương hưu lên 63 đến 65 trong khi tuổi nghỉ hưu của nam là 60 cũng góp phần đẩy các kĩ sư lớn tuổi sang Trung Quốc công tác. Điều này đồng nghĩa với việc Trung Quốc đang được tiếp cận với công nghệ và các kỹ năng của Nhật mà từ đó, có thể ứng dụng để sản xuất hiệu quả các mặt hàng chất lượng cao xét về dài hạn. Một giới chức Nhật Bản cho rằng các nền kinh tế mới nổi đang tự do hưởng lợi từ những gì mà Nhật đã gây dựng. Thống kê thương mại của Trung Quốc cho thấy rõ sự tiến bộ này. Tuy nhiên, việc ngăn chặn dòng kỹ sư Nhật sang Trung Quốc tìm việc được cho rằng gần như là không thể khi khi ước tính hơn 10% dân số Nhật bắt đầu đến tuổi về hưu, trong đó có nhiều kỹ sư.
Do e ngại sẽ mất lợi thế trong ngành kỹ thuật so với các quốc gia mới nổi, chính phủ Nhật đã đề ra chính sách thuyết phục các công ty trong nước đưa ra mức lương cao và nhiều cơ hội thăng tiến hơn nhằm ngăn chặn hiện tượng này. Bên cạnh đó, nhiều người lao động Nhật Bản cũng đề xuất chính phủ điều chỉnh tuổi hưu, một vấn đề được xem là cứng nhắc để họ tiếp tục làm việc.

#### Iran
Năm 2006, Quỹ Tiền tệ Quốc tế xếp hạng Iran "đứng hàng đầu về chảy máu chất xám trong 61 nước đang phát triển và kém phát triển (LDC)" Trong đầu thập niên 1990, hơn 150.000 người Iran di cư, và khoảng chừng 25% người Iran có trình độ trên trung học đang sống ở các nước phát triển thuộc OECD. Năm 2009, Quỹ Tiền tệ Quốc tế tường thuật rằng 150.000-180.000 người Iran di dân mỗi năm, trong đó tới 62% thuộc giới hàn lâm ưu tú, và việc di dân hàng năm tương đương với việc lỗ lã mỗi năm là $50 tỉ. Những cơ hội tốt hơn trong thị trường lao động được xem là chủ yếu của việc chảy máu chất xám trong khi một thiểu số vì muốn được tự do xã hội và chính trị.

#### Malaysia
Di trú đang là một hiện tượng đáng lưu tâm ở Malaysia. Hiện đang có tới hơn một triệu người Malaysia sinh sống ở nước ngoài. Việc chảy máu chất xám được cho rằng do các vấn đề điều hành của chính phủ, thiếu chính sách đãi ngộ người tài và bất bình đẳng xã hội, bao gồm chính sách ưu đãi đối với người Hồi giáo bản địa.
Theo kết quả điều tra dân số của Singapore năm 2010, tới 47% lực lượng lao động nước ngoài có học vấn tại nước này là người Malaysia, trong đó, số người gốc Hoa chiếm gần 90%. Trước tình hình tăng trưởng kinh tế giảm, chính quyền Malaysia đã nới lỏng một số chính sách để hút vốn nước ngoài, công bố chương trình chuyển đổi kinh tế và bỏ vốn đầu tư.

#### Việt Nam
Theo thống kê của Ngân hàng Thế giới, so với các nước lân cận như Thái Lan, Indonesia, Trung Quốc và Malaysia, Việt Nam có chỉ số phần trăm lao động trình độ cao các ngành kỹ thuật và công nghệ làm việc tại Hoa Kỳ cao nhất. Nguồn chi phí trong nước chuyển ra nước ngoài mỗi năm dành cho việc du học là 4 tỷ USD. Trong năm 2017, Việt Nam đã nhận ước tính hơn 13 tỷ USD kiều hối, và luôn nằm trong top 10 quốc gia có kiều hối lớn nhất trên toàn cầu.
Ở Việt Nam, ngoài tình trạng nguồn nhân lực trí thức chuyển sang sinh sống tại những quốc gia có điều kiện hoạt động khoa học và chế độ đãi ngộ cao hơn, còn có hiện tượng nguồn chất xám chất lượng cao trong nước bị lãng phí. Tỷ lệ nghỉ việc trong các doanh nghiệp Việt Nam đang tăng cao.

### Châu Mỹ

#### Nam Mỹ
Các cầu thủ bóng đá giỏi nhất Nam Mỹ thường di cư sang châu Âu để có một mức lương cao hơn, nơi các giải đấu được quan tâm nhiều hơn ở những quốc gia quê hương của các danh thủ bóng đá như Brazil hoặc Argentina.
Theo một cuộc khảo sát, các nước có tỷ lệ người lao động sẵn sàng ra nước ngoài làm việc ở mức cao tại khu vực này gồm México (57%), Colombia (52%), Brasil (41%) và Peru (38%).

#### Hoa Kỳ
Mỹ là quốc gia thu hút nguồn chất xám chảy về cao do mức lương đưa ra thuộc hàng cao nhất và đưa ra cơ hội lớn nhất cho những nhân tài hàng đầu. Nhiều lao động công nghệ cao hàng đầu từ Ấn Độ và Trung Quốc tới Mỹ để làm việc cho các công ty sở tại. Hiện nay, khoảng 20.000 visa đang được cấp theo diện cho phép sinh viên nước ngoài tốt nghiệp đại học ở Mỹ với tấm bằng giỏi nhận được visa làm việc. Theo đánh giá của một giới chức chuyên gia, nước Mỹ duy trì được thế nổi trội như hiện nay nhờ sự đóng góp không nhỏ của nhóm kỹ sư công nghệ và sinh viên nước ngoài, mặc dù Mỹ có những chính sách hạn chế tiếp cận với nguồn nhân lực này.
Riêng về ngành y, với thế mạnh về mức lương cao và sự cách tân công nghệ, Mỹ hiện là nơi thu hút hàng đầu các bác sĩ, nhiều hơn hẳn Anh, Canada và Úc. Theo thống kê vào thời điểm đầu 2012, cứ 4 bác sĩ làm việc ở Mỹ thì có một người được đào tạo tại một trường y ở nước ngoài. Mức lương cho bác sĩ phẫu thuật tại một quốc gia đang phát triển như Zambia chỉ vào khoảng 1/10 lương tại New Jersey.
Tuy nhiên, Mỹ cũng chịu tình trạng chảy máu chất xám do ảnh hưởng của Khủng hoảng tài chính từ năm 2007, khiến một số lượng lớn chuyên gia giỏi trong lĩnh vực khoa học và công nghệ là dân nhập cư (chủ yếu là người người Trung Quốc và Ấn Độ) rời khỏi nước này. Theo thống kê cuộc thăm dò dư luận của Đại học Harvard, 72% chuyên gia Trung Quốc và 56% chuyên gia Ấn Độ đã từng đến Mỹ sau đó trở về nước vì điều kiện làm việc ở đất nước họ hấp dẫn hơn.
Mặt khác, từ sau thập niên 90, tuy các nhà khoa học và kỹ sư Mỹ đã có nhiều phát minh mới nhưng lợi ích về việc làm và kinh tế từ các phát minh đó lại chủ yếu rơi vào tay các nước khác. Một báo cáo cho biết trong thời kỳ suy thoái, các công ty Mỹ đã tăng cường đầu tư vào các nhà máy, thuê lao động mới và đầu tư nghiên cứu phát triển ở nước ngoài nhưng đồng thời cắt giảm các hoạt động này ở trong nước, góp phần tăng tỷ lệ thất nghiệp. Việc cắt giảm này một phần do chính quyền Mỹ trong thời gian dài đã không can thiệp và thông qua những chính sách hợp lý. Điều này được cho là nguyên do dẫn đến các doanh nghiệp chuyển hoạt động sản xuất và kinh doanh ra nước ngoài. Trong khi đó, các cường quốc xuất khẩu như Đức, Nhật Bản và Hàn Quốc lại thực hiện các chính sách buộc các doanh nghiệp duy trì hoạt động trong nước. Hậu quả là đầu tư cho nghiên cứu phát triển trong lĩnh vực tư nhân ở Mỹ đã giảm từ vị trí đứng đầu xuống vị trí thứ 8 trong số các nước phát triển.
Một hậu quả lâu dài khác là dù chi phí hỗ trợ nghiên cứu có được tăng cường, Mỹ vẫn gặp khó khăn trong việc biến các ý tưởng thành sản phẩm và lợi nhuận cụ thể ngay trong nước. Lý do của việc này là trong suốt thời gian dài, các doanh nghiệp đã cắt giảm việc sản xuất tại Mỹ tới mức các dây chuyền cung cấp mất sự hoàn chỉnh, thiếu lao động có kỹ năng và nhà sản xuất linh kiện để biến phát minh khoa học thành sản phẩm đưa ra thị trường.

### Châu Âu

#### Anh
Mặc dù thành công trong việc thu hút chất xám từ các nước đang phát triển, Anh cũng gặp vấn đề chảy máu chất xám. Một cuộc điều tra của Tổ chức Hợp tác và Phát triển Kinh tế (OECD) cho thấy, tình trạng này đang tiến triển ở mức trầm trọng. 1/3 trong số 3,3 triệu người Anh di cư ra nước ngoài có bằng đại học, gần 30% trong số đó nằm trong lĩnh vực y dược và giáo dục, gần 30% khác trong lĩnh vực công nghệ kỹ thuật và nghiên cứu khoa học.
Theo khảo sát năm 2011 của tập đoàn GfK, cứ 4 người Anh thì có một người mong muốn ra nước ngoài làm việc để thoát khỏi cuộc sống đắt đỏ và mức lương được cho là chưa hợp lý. 36% người có bằng cử nhân và 38% người có bằng thạc sĩ hoặc tiến sĩ cho bày tỏ việc cân nhắc việc chuyển ra nước ngoài.

#### Pháp
Làn sóng chảy máu chất xám từ Pháp sang Mỹ đang tăng dần. Trong gần 3.000 công dân Pháp lấy bằng tiến sĩ ở Mỹ, có tới 70% chọn ở lại Mỹ. Tổ chức nghiên cứu độc lập Institut Montaigne ra báo cáo cho biết tỷ lệ trí thức Pháp di cư sang Mỹ đã tăng đáng kể trong vòng 30 năm, đồng thời đánh giá rất cao trình độ, tên tuổi và khả năng của những người rời Pháp. Nhiều trong số những nhà kinh tế học và sinh học giỏi nhất của Pháp hiện công tác tại Mỹ. Theo một báo cáo năm 2007, trong số 6 nhà nghiên cứu kinh tế hàng đầu của Pháp thì 4 người đã đi Mỹ.

#### Đức
Mặc dù chính phủ Đức và các tổ chức khoa học bỏ ra hàng triệu Euro để lôi cuốn các khoa học gia trở về, từ 1996 cho tới 2011 khoảng 4000 khoa học gia bỏ nước Đức ra đi hơn là vào nước Đức. Theo kết quả cuộc nghiên cứu của ủy ban chuyên môn về nghiên cứu và sáng tạo (Expertenkommission Forschung und Innovation (EFI)) thì lý do chính là vì hệ thống nghiên cứu ở Đức không đủ hấp dẫn để giữ các khoa học gia ở lại. Khoảng 50% các nghiên cứu gia người Đức mà đã di dân, sang sống ở Thụy Sĩ hay Hoa Kỳ.

#### Nga
Trong vòng 10 năm kể từ khi chủ nghĩa xã hội ở Nga tan rã, ước tính có khoảng từ 500.000 tới 800.000 chuyên gia người Nga sang các nước phương Tây lập nghiệp. Lý do chủ yếu là do lương thấp, điều kiện làm việc nghèo nàn và không có tương lai phát triển nghề nghiệp. Trong khi đó, nhiều nước phương Tây dành nhiều ưu ái cho các nhà khoa học vật lý, toán học và sinh học của Nga. Tình trạng "chảy máu chất xám" khiến Nga thiệt hại hơn 30 tỉ USD/năm.
Tháng 10 năm 2011, hàng trăm nhà khoa học Nga đã biểu tình ở thủ đô yêu cầu chính phủ thay đổi phương thức hỗ trợ nghiên cứu khoa học trước xu hướng tăng mạnh số lượng những người chuẩn bị ra đi. Một nhà khoa học phân tích rằng "100% những người trẻ khi nhận được cơ hội làm việc ở nước ngoài sẽ bỏ ra đi" do sự chênh lệch lớn về lương bổng giữa một nhà nghiên cứu mới vào nghề và một nhà nghiên cứu lâu năm, do các khoản khoản đầu tư cho nghiên cứu cơ bản quá thấp và một số quan liêu xã hội.
“ Nếu có nhà khoa học đề xuất một ý tưởng thiên tài, các quan chức của chúng ta sẽ nhét nó vào một cái quan tài. ”— Ginzburg - nhà vật lý học người Nga đoạt giải Nobel năm 2003   
Chính phủ Nga đã có những chính sách như giảm thuế thu nhập, hỗ trợ nhà ở và tinh giảm các thủ tục hành chính... cho các chuyên gia nước ngoài nhằm thu hút chất xám nhưng hiệu quả không cao. Nga đứng thứ 32 trong 35 nước là điểm đến tiềm năng cho công việc.

### Châu Phi
Trong thời kỳ hậu thực dân, có khoảng 40% trí thức chuyên nghiệp của châu Phi đã rời quê hương tìm việc làm.

#### Ghana
Xu hướng các bác sĩ và y tá trẻ tìm kiếm mức lương cao hơn và điều kiện làm việc tốt hơn, chủ yếu ở các nước có thu nhập cao hơn ở phương Tây, đang có tác động nghiêm trọng đến lĩnh vực chăm sóc sức khỏe ở Ghana. Ghana hiện có khoảng 3.600 bác sĩ (cứ 6.700 dân thì có một bác sĩ). Điều này so sánh với một bác sĩ trên 430 người ở Hoa Kỳ. Nhiều bác sĩ và y tá được đào tạo trong nước rời đi làm việc ở các nước như Anh, Hoa Kỳ, Jamaica và Canada. Người ta ước tính rằng có tới 68% nhân viên y tế được đào tạo của đất nước đã rời đi từ năm 1993 đến năm 2000, và theo viện thống kê chính thức của Ghana, trong giai đoạn 1999-2004, 448 bác sĩ (tương đương 54%) số người được đào tạo trong giai đoạn này đã rời đi và làm việc ở nước ngoài.